# 7721 Andrillat
7721 Andrillat este o planetă minoră (asteroid) din centura de asteroizi. A fost descoperită pe 24 septembrie 1960 la Observatorul Palomar de Cornelis Johannes van Houten și a fost numită după Henri Andrillat⁠(d). 
Obiectul prezintă o orbită caracterizată de o semiaxă mare de 2,6073892 UAi, o excentricitate de 0,1377959, o înclinație de 4,00209 ° în raport cu ecliptica.